# 黒木和雄
黒木 和雄（くろき かずお、1930年11月10日 - 2006年4月12日 ）は、日本の映画監督。代表作に『竜馬暗殺』『祭りの準備』『TOMORROW 明日』などがある。

## 経歴

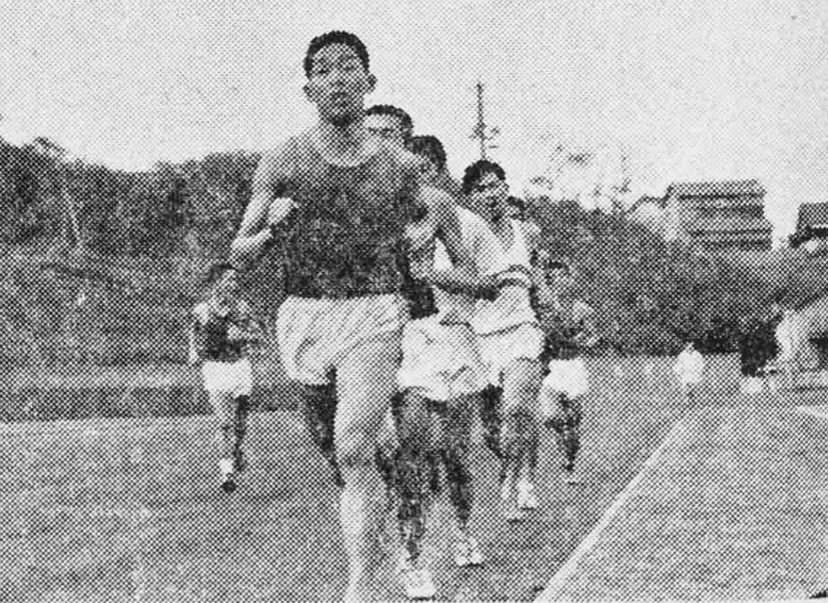
『あるマラソンランナーの記録』（1964年）

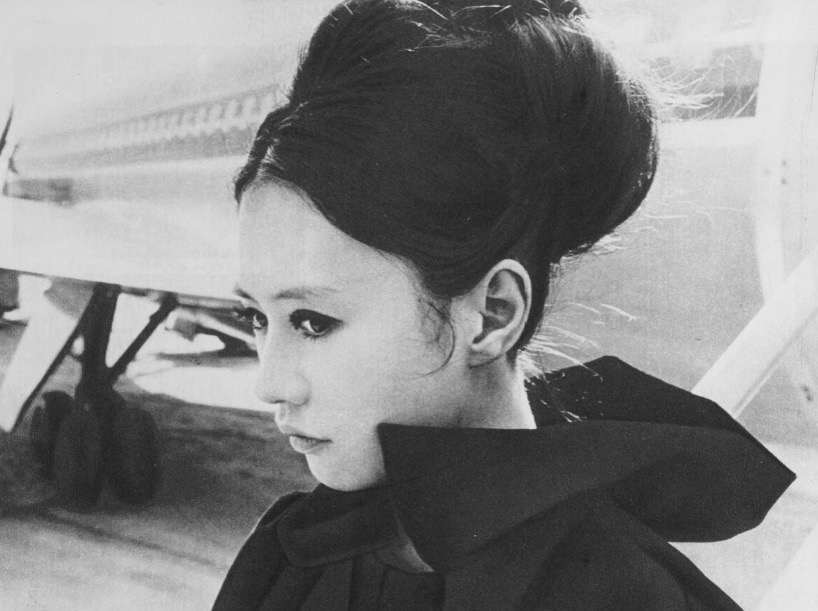
『とべない沈黙』（1966年）

母親の実家・三重県松阪市生まれ。兵庫県神戸市、宮崎県飯野町（現えびの市）を経て、5歳のときに父の仕事先満州に家族と渡り、少年時代は満州で育つ。1942年日本に戻り、中学から祖父母の住む宮崎県えびの市で育った。宮崎県立小林中学校（旧制）、宮崎県立都城泉ヶ丘高等学校卒業。高校時代の恩師の勧めで同志社大学法学部に進学。卒業後、岩波映画製作所へ入社。1958年の『東芝の電気車輛』で監督デビュー。その後も主にPR映画を監督するが、火力発電所の宣伝映画でありながら前衛的な表現に訴えた『海壁』（1959年）や『ルポルタージュ 炎』（1960年）、アラン・レネ監督の影響を受けた北海道のPR映画『わが愛 北海道』が異色のドキュメンタリーとして注目される。土本典昭、小川紳介たち岩波映画製作所周辺の若手映画人たちと交遊し、そのリーダー格であった。
1962年に退社してフリーとなり、1964年東京オリンピック前の君原健二を追った『あるマラソンランナーの記録』（1964年）を監督するが、製作の東京シネマ首脳部と対立してPR映画という枠組み自体に限界を感じたため、以降は当初からの望みであった劇映画の世界を目指す。1966年の初の劇映画『とべない沈黙』は、東宝で制作したが、その前衛的な作風のため公開中止となり、ATGの配給で公開された。同作は川喜多かしこの尽力で海外でも上映され、マルク・アレグレやピエール・ブロンベルジェから高く評価された。ブロンベルジェからは渡仏しての映画製作をオファーされるものの、意思疎通の不備もあって実現しなかった。しかし同作はアメリカ映画が上映禁止だったキューバでも上映されて大好評を博し、これがきっかけとなって1969年には日本とキューバの初の合作映画となる『キューバの恋人』を監督。プロデュースは土本典昭が担った。
1970年にはATGとの提携で高橋和巳の同名小説を大胆に脚色した『日本の悪霊』を発表。プロデュースは創造社から独立した中島正幸が担い、製作費の半額は漫画家の福地泡介が提供した。その後もATGを製作基盤として精力的に作品を発表し、1970年代半ばの『竜馬暗殺』や『祭りの準備』は迸る青春群像を描き、熱狂的なファンを生んだ。なお『竜馬暗殺』の製作過程については同作のプロデューサーの一人である夏文彦（本名・富田幹雄）の「『竜馬暗殺』製作日誌」（初出は『映画評論』1974年9〜11月号。その後、夏の著書『映画・挑発と遊撃』に収録）に詳しい。黒木によれば、同作の製作は新宿ゴールデン街のバー「まえだ」の飲み仲間だった夏が黒木に「あんたの映画をプロデュースしたい」と持ちかけたことに端を発しており、製作費も夏ともう一人のプロデューサーである黒田征太郎の人脈を頼って集められた。その経緯を綴ったのが同日誌であり、黒木は「本の中からはときに製作実務にふりまわされる悲鳴とうめきが聞こえてくるが、彼はよくそれに耐えぬいた」とその献身を讃えている。その後も両者の交流は続き、1992年に夏が48歳の若さで亡くなると黒木は「トミイの遺作を刊行する会」の発起人として夏の遺作『ロング・グッドバイ』の刊行に尽力、夏の友情に応えている。
1976年、芸術選奨新人賞受賞。1984年より文化庁新進芸術家在外研修員として海外留学。その後1988年に原爆を主題とした力作『TOMORROW 明日』を発表し芸術選奨文部大臣賞を受賞するものの、1990年代は作品が撮れない時期が続いた。しかし21世紀に入って『美しい夏キリシマ』『父と暮せば』など大型の傑作を連打、日本映画を代表する巨匠と目されるようになった。『TOMORROW 明日』『美しい夏キリシマ』『父と暮せば』は戦争レクイエム三部作と呼ばれる。
2006年4月12日、脳梗塞のため死去。享年75。同年8月12日に商業公開を控えた『紙屋悦子の青春』が遺作となった。戦前の名監督、山中貞雄を描く映画を長年にわたって構想していたが、ついに実現しなかった。

## 主な監督作品
| 公開年 | 作品名               | 制作（配給） | 脚本                                           | 主な出演者                                                       | 上映時間ほか      |
| ------ | -------------------- | --- | ---------------------------------------------- | ---------------------------------------------------------------- | ----------------- |
| 1966年 | とべない沈黙         | 日本映画新社（東宝＝ATG）                                                                                        | 松川八洲夫、岩佐壽弥、黒木和雄                 | 加賀まりこ、小沢昭一、長門裕之、蜷川幸雄、田中邦衛               | 100分/白黒/       |
| 1969年 | キューバの恋人       | 黒木プロ＝ICAIC                                                                                                  | 長谷川四郎、阿部博久、加藤一郎、黒木和雄       | 津川雅彦、グロリア・リー、ジュリー・プランセンシア               | 98分/白黒/        |
| 1970年 | 日本の悪霊           | 中島正幸プロ＝日本ATG（ATG）                                                                                     | 福田善之                                       | 佐藤慶、観世栄夫、榎本陽介、土方巽、渡辺文雄                     | 98分/白黒/        |
| 1974年 | 竜馬暗殺             | 映画同人社＝ATG（ATG）                                                                                           | 清水邦夫、田辺泰志                             | 原田芳雄、石橋蓮司、中川梨絵、松田優作、桃井かおり               | 118分/白黒/       |
| 1975年 | 祭りの準備           | 綜映社＝映画同人社＝ATG（ATG）                                                                                   | 中島丈博                                       | 江藤潤、馬渕晴子、ハナ肇、竹下景子、原田芳雄                     | 117分/カラー/     |
| 1978年 | 原子力戦争 Lost Love | 文化映画プロモーション＝ATG（ATG）                                                                               | 鴨井達比古                                     | 原田芳雄、山口小夜子、風吹ジュン、佐藤慶、岡田英次               | 106分/カラー/     |
| 1980年 | 夕暮まで             | アートセンター（東宝）                                                                                           | 浜地一郎、田辺泰志                             | 桃井かおり、伊丹十三、加賀まりこ、馬淵晴子、風間杜夫、山口美也子 | 110分/カラー/     |
| 1983年 | 泪橋                 | アートセンター（東宝）                                                                                           | 村松友視、唐十郎                               | 佳村萠、渡瀬恒彦、原田芳雄、瀬川新蔵、殿山泰司                   | 117分/カラー/     |
| 1988年 | TOMORROW 明日        | ライトヴィジョン＝沢井プロダクション＝創映新社（ヘラルド・エース＝日本ヘラルド映画）                             | 井上光晴(原作)、黒木和雄、井上正子、竹内銃一郎 | 桃井かおり、南果歩、黒田アーサー、佐野史郎、仙道敦子             | 105分/カラー/     |
| 1990年 | 浪人街               | 山田洋行ライトヴィジョン＝松竹＝日本テレビ放送網（松竹）                                                         | 笠原和夫                                       | 原田芳雄、樋口可南子、石橋蓮司、杉田かおる、伊佐山ひろ子         | 117分/カラー/     |
| 2000年 | スリ                 | アートポート＝衛星劇場（アートポート）                                                                           | 真辺克彦、堤泰之、黒木和雄                     | 原田芳雄、風吹ジュン、真野きりな、柏原収史、石橋蓮司             | 112分/カラー/     |
| 2002年 | 美しい夏キリシマ     | キリシマ1945（パンドラ）                                                                                         | 松田正隆、黒木和雄                             | 柄本佑、小田エリカ、石田えり、左時枝、原田芳雄                   | 118分/カラー/     |
| 2004年 | 父と暮せば           | 衛星劇場＝バンダイビジュアル＝日本スカイウェイ＝テレビ東京メディアネット＝葵プロモーション＝パル企画（パル企画） | 黒木和雄、池田眞也                             | 宮沢りえ、原田芳雄、浅野忠信                                     | 100分/カラー/     |
| 2006年 | 紙屋悦子の青春       | バンダイビジュアル＝アドギア＝テレビ朝日＝ワコー＝パル企画                                                       | 黒木和雄・山田秀樹                             | 原田知世、永瀬正敏、松岡俊介、小林薫、本上まなみ                 | 111分/カラー/遺作 |

## 関連文献
- 日本のドキュメンタリー作家インタビュー No. 16 黒木和雄
  - 『ドキュメンタリー映画は語る 作家インタビューの軌跡』未來社にも収録
- ETV特集「戦争へのまなざし〜映画作家・黒木和雄の世界〜」NHK教育テレビ、2006年8月12日